# Prijs voor de Dagbladjournalistiek
De Prijs voor de Dagbladjournalistiek was een prijs voor goede journalistieke producten die van 1965 tot en met 2006 door de Nederlandse Dagbladpers werd uitgereikt. Een vakjury beoordeelde welke journalist de beste publicatie of samenhangende reeks van publicaties in Nederlandse dagbladen had geschreven. In 2007 ging de prijs samen met Het Gouden Pennetje en de Gouden Tape op in een nieuw soort prijs, genaamd De Tegel.

## Prijswinnaars
- 2006: Loes de Fauwe en Arthur van Amerongen (Het Parool)
- 2005: Joost Oranje en Jeroen Wester (NRC Handelsblad)
- 2004: Kurt van Es (Het Parool)
- 2003: Jutta Chorus en Menno de Galan (NRC Handelsblad)
- 2002: Bart Middelburg (Het Parool)
- 2001: Twentsche Courant Tubantia
- 2000: Michel Maas (de Volkskrant)
- 1999: Coen van Zwol (NRC Handelsblad)
- 1998: Frénk van der Linden (NRC Handelsblad)
- 1997: Dirk Vlasblom (NRC Handelsblad)
- 1996: Philip Brouwer (Nieuwsblad van het Noorden)
- 1995: Els de Temmerman (de Volkskrant)
- 1994: Simone van Driel [1]  (Gemeenschappelijke Pers Dienst)
- 1993: Joep Dohmen en Henk Langenberg (De Limburger)
- 1992: Frits van Exter (Trouw) en Jan Tromp (de Volkskrant)
- 1991: Ary Jassies (Arnhemse Courant)
- 1990: Paul van Beckum en Aad Wagenaar (Sijthoff Pers)
- 1989: Ed van de Kerkhof (Eindhovens Dagblad/Helmonds Dagblad)
- 1988: Marc Chavannes (NRC Handelsblad)
- 1987: Karel van Wolferen ( NRC Handelsblad)
- 1986: Janny Groen (de Volkskrant)
- 1985: Ineke van Kessel (ANP)
- 1984:  Jan Keulen (de Volkskrant)
- 1983: Alexander Münninghoff (Sijthoff Pers)
- 1982: Nico Scheepmaker (Gemeenschappelijke Pers Dienst)
- 1981: Leo van Vlijmen (Brabant Pers)
- 1980: Geert-Jan Laan en Rien Robijns (Het Vrije Volk)
- 1979: Paul van ’t Veer,  postuum (Het Parool)
- 1978: Willem Beusekamp (de Volkskrant)
- 1977: Ben Haveman (de Volkskrant)
- 1976: Reinier van de Loo (Utrechts Nieuwsblad)[2]
- 1975: Bert van Velzen (De Stem) [3]en Eddy Lachman (NRC Handelsblad)
- 1974: prijs niet uitgereikt
- 1973: Cas van Houtert (Eindhovens Dagblad/Helmonds Dagblad)
- 1972: financiële redactie van de Volkskrant
- 1971: stadsredactie van het Rotterdamsch Nieuwsblad
- 1970: Jac. van Veen (Het Parool)
- 1969: Cees Nooteboom (de Volkskrant)
- 1968: Jehan Kuypers (Eindhovens Dagblad/Helmonds Dagblad)
- 1967: George Taylor (Verenigde Noordhollandse Dagbladen)
- 1966: prijs niet toegekend
- 1965: Jan van Putten (Haagsche Courant)